# Musafirul de seară
Musafirul de seară (Bonsoir), este un film francez de comedie apărut în 1994, în regia lui Jean-Pierre Mocky.

## Acțiune
După ce își pierde locul de muncă și casa, Alex o întâlnește pe lesbiana Caroline, care îl ajută să o ia de la capăt. La rândul său, Alex o susține pe Caroline în conflictul acesteia cu partenera de viață, Gloria, ajutând-o să-și salveze moștenirea.

## Distribuția
- Michel Serrault alias Alex Ponttin
- Claude Jade alias Caroline Winberg
- Marie-Christine Barrault alias Marie
- Corinne Le Poulain alias Gloria
- Jean-Claude Dreyfus alias Bruneau
- Jean-Pierre Bisson alias Marcel Dumont
- Maike Jansen alias Yvonne Dumont
- Laurence Vincendon alias sora lui Caroline
- Monique Darpy alias mătușa lui Caroline
- Lauren Grandt alias Greta, hoțul
- Catherine Mouchet alias Eugénie
- Serge Riaboukine alias Priest
- Dominique Zardi alias vecinul lui Caroline